# János Jósika
Dans le nom hongrois Jósika János, le nom de famille précède le prénom, mais cet article utilise l’ordre habituel en français János Jósika, où le prénom précède le nom.
Le baron János Jósika (branyicskai báró Jósika János en hongrois ; 1778, Branyicska - 1843, Kolozsvár) est un administrateur hongrois de l'empire d'Autriche. 

## Biographie
Il est le fils du baron Antal Jósika (1745-1803), főispán de Hunyad, et de Mária Jozefa Teleki (1749-1815). Conseiller en chef du gouvernement (főkormányszéki tanácsos), főispán de Hunyad, János Jósika fut gouverneur de Transylvanie sous l'autorité des Habsbourg de 1822 à 1834.
Il est le père de Lajos Jósika (hu), chambellan KuK.

## Source
- László Markó : A magyar állam főméltóságai, Helikon, 2006